# Johann Ferdinand von Porcia

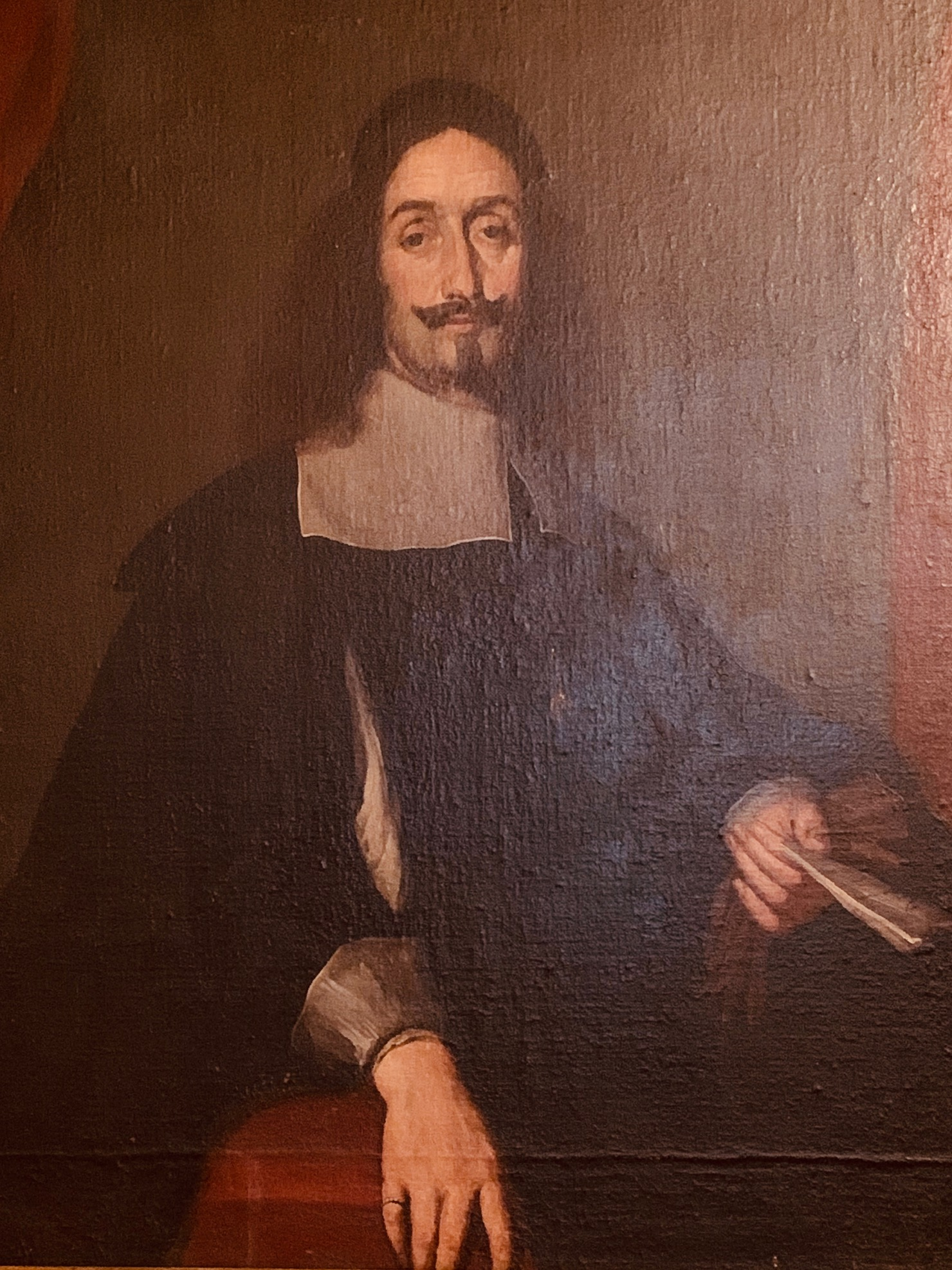
Johann Ferdinand von Porcia

M. Johann Ferdinand von Porcia (Nachname auch Porzia oder Portia geschrieben), Graf, später Fürst von Porcia, Graf zu Mitterburg und Brugnara, Graf zu Ortenburg (* 1605 in Venedig; † 19. Februar 1665 in Wien), war Vertrauter des Kaisers Leopold I. und als Obersthofmeister erster Minister.

## Biografie
Er entstammte der alten Adelsfamilie Porcia, die ursprünglich aus Friaul stammt. Seit dem 16. Jahrhundert standen verschiedene Angehörige der Familie in herausgehobener Weise im Dienst der Habsburger. Der Vater Johann Graf von Porcia war im Dienst von Erzherzog Ferdinand (später Kaiser Ferdinand II.) Resident in Venedig, in Florenz und in Madrid. Später diente er als Feldobrist und Stadthauptmann von Görz. Verheiratet war dieser mit der Freiin Anna Maria von Raunach. Zeitweise wurde der Sohn zusammen mit dem späteren Kaiser Ferdinand III. erzogen. 
Auch Johann Ferdinand trat nach einer Zeit im Ausland in den Dienst der Habsburger ein. Er war seit 1634 Regierungsrat in Innerösterreich. Fünf Jahre später wurde er Landesverweser in Krain. Diese Position behielt er bis 1647. Danach war er bis 1652 kaiserlicher Gesandter in Venedig. Anschließend wurde er Obersthofmeister von Erzherzog Leopold (später Kaiser Leopold I.), der damals zwölf Jahre alt war. Porcia hat die Erziehung Leopolds maßgeblich mitgeprägt. Dies trug ihm das Vertrauen Leopolds ein. 
Bei der komplizierten Kaiserwahl von 1658 spielte Porcia eine bedeutende Rolle. Er trat auch für ein Bündnis mit Brandenburg gegen Schweden im Zweiten Nordischen Krieg ein. Nach der gelungenen Thronbesteigung Leopolds wurde er kaiserlicher Obersthofmeister und Vorsitzender des Geheimen Rates. Damit war er erster Minister des Kaisers. 
Seine Stellung wurde ihm streitig gemacht durch den geistig überlegenen Fürsten Johann Weikhard von Auersperg. Gegen diesen verband sich Porcia mit Johann Adolf von Schwarzenberg und Fürst Wenzel Eusebius von Lobkowicz. 

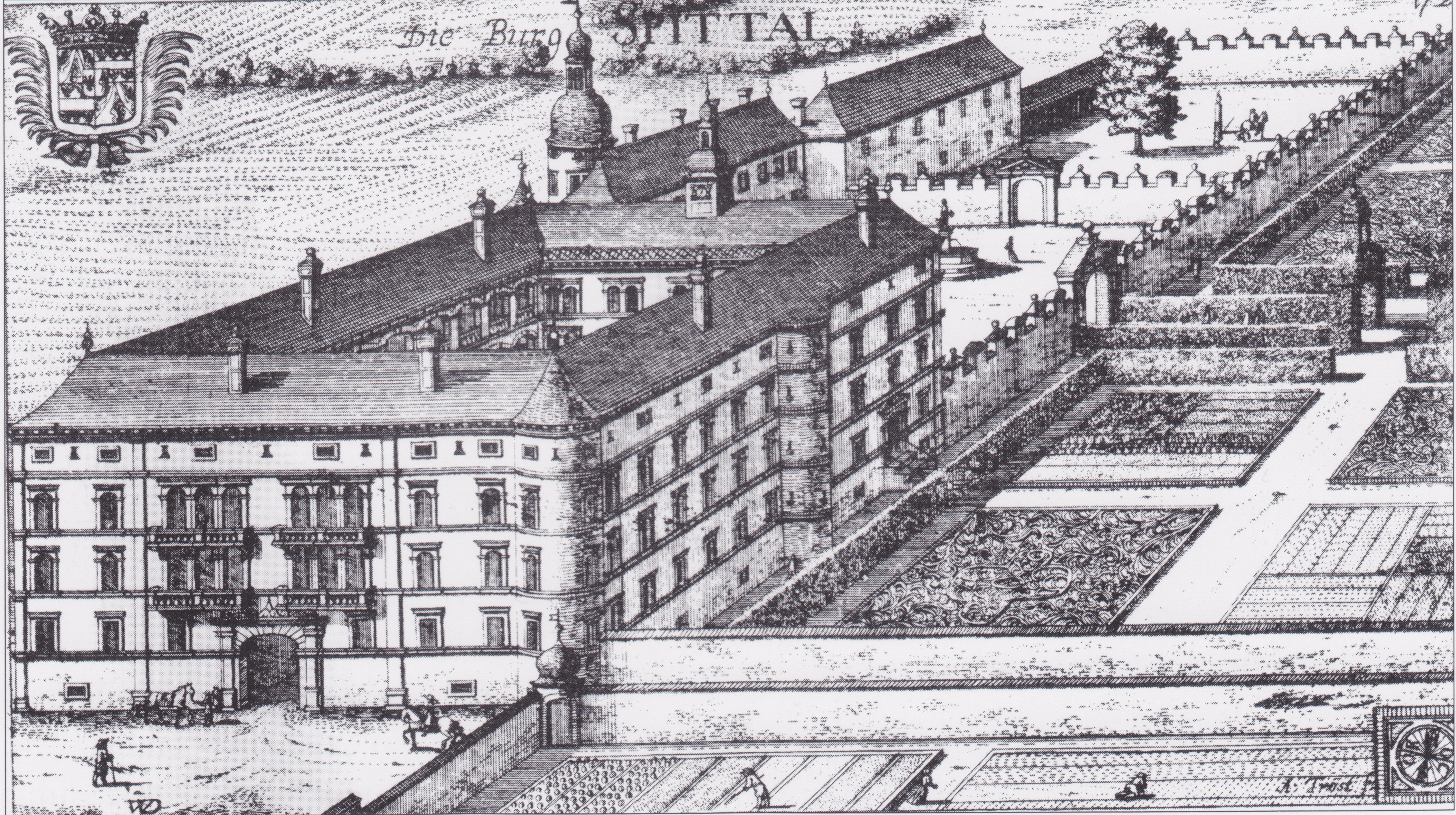
Schloss Porcia (Kupferstich von Andreas Trost, 1688)

Der spanische König Philipp IV. nahm ihn 1657 in den Orden vom Goldenen Vlies auf, obwohl er an der Verstimmung zwischen Madrid und Wien beteiligt war.
Im Jahr 1660 schenkte der Kaiser Porcia 200.000 Gulden und verlieh ihm die Grafschaft Mitterburg in Istrien. Zwei Jahre später wurde ihm der persönliche Fürstenstand verliehen. Es gelang ihm indes nicht, den Kaiser zu bewegen, die Grafschaft in ein erbliches reichsunmittelbares Fürstentum zu erheben. Ein paar Jahre vor seinem Tod kaufte er das Schloss Porcia in Oberkärnten, in dem seine Nachkommen viele Generationen später noch lebten. 
Er war verheiratet mit Anna Elisabeth (geb. Gräfin von Auersperg). Sein Grab befindet sich in der Schottenkirche (Wien).